# 皮姆·富圖恩
威廉默斯·西蒙·彼得鲁斯·富图恩（1948年2月19日—2002年5月6日），通称皮姆·富图恩（發音：[ˈpɪɱ fɔrˈtœyn] ⓘ），荷蘭政治家、作家、公務員、商人和社會學者，也是荷蘭政黨Lijst Pim Fortuyn的創辦者。
他在開始商業生涯之前曾在鹿特丹伊拉斯姆斯大學擔任教授，也擔任荷蘭政府社會基礎設施方面的顧問。之後，他以新聞專欄作家、作家和媒體評論員的身份在荷蘭聲名鵲起。
富图恩最初是同情荷蘭共產黨的馬克思主義者，後來在1970年代成為荷蘭工黨成員，但在1990年代，他的信仰開始變化，尤其是與荷蘭的移民政策有關。他批評了荷蘭的多元文化主義、移民和伊斯蘭教。他稱伊斯蘭教是“落後的文化”，並被引述說，如果在法律上可行，他將關閉穆斯林移民的邊界。他還支持採取更嚴厲的措施打擊犯罪並反對國家官僚，並減少荷蘭對歐盟的財政貢獻。他被對手和媒體貼上極右翼民粹主義者的標籤，但他堅決拒絕這個標籤。他是公開的同性戀者和同性戀權利的支持者。
他明確地與“極右翼”政治家保持距離，例如比利時的菲利普·德温特、奧地利的約爾格·海德爾或法國的讓-馬里·勒龐。雖然他將自己的政治與意大利的西爾維奧·貝盧斯科尼和德國的埃德蒙·施托伊贝尔等中右翼政治家進行了比較，但他也對荷蘭前首相約普·登厄伊爾和美國前總統約翰·F·肯尼迪表示欽佩。他還批評了圩田模式（英語：Polder model）和即將離任的維姆·科克政府的政策，並反覆將自己和所創政黨的意識形態描述為務實而不民粹。
他在2002年荷蘭全國大選期間被左翼環保主義者和動物權利活動家Volkert van der Graaf暗殺。在法庭上受審時，Volkert van der Graaf說他進行謀殺是為了阻止穆斯林被用作“替罪羊”，並以“社會弱勢群體”為（選戰）目標謀取政治權力。